# 湊区
湊区（みなとく）は、かつて兵庫県神戸市に存在した区。現在の兵庫区の北部にあたる。

## 歴史
1896年（明治29年）、八部郡湊村が神戸市に編入され、旧湊村の範囲が「湊区」と呼称された。1910年（明治43年）の段階では「奥平野村」「石井村」「夢野村」といった町村制以前の村名が大字として使用されていたが、大正期に入って町名の再編がおこなわれている。
1901年（明治34年）には神戸市の水源として烏原貯水池が着工、1905年（明治38年）に完成した。これにより旧烏原村の中心集落は水没している
1931年（昭和6年）に神戸市の行政区として湊区が設置される。
1938年（昭和13年）の阪神大水害による被災を受けた。1939年（昭和14年）湊区役所・神戸市湊区教化協同会の編纂で『湊区水害誌』が発行されている。

### 行政区域の変遷
- 1931年（昭和6年）9月1日 - 神戸市の行政区として湊区を設置。
- 1945年（昭和20年）5月1日 - 行政区の再編より湊区は廃止され、区域は兵庫区に編入される[注釈 3]。

## 教育
- 神戸市立湊山小学校
- 神戸市立鵯越小学校